# Karl Christian Weber
Karl Christian Weber (Mittelbexbach, 28 giugno 1886 – Sankt Wendel, 15 novembre 1970) è stato un missionario e vescovo cattolico tedesco.

## Biografia
Abbracciò tredicenne la vita religiosa tra i verbiti, compì gli studi teologici e filosofici a Mödling e fu ordinato prete il 29 settembre 1910.
Assegnato alle missioni verbite nello Shandong meridionale, ricoprì le cariche di rettore e decano: nel 1937 fu eletto vescovo titolare di Daldis e vicario apostolico di Yizhou; il 2 febbraio 1942 fondò a Yizhou la congregazione delle Suore del Divin Amore; fu trasferito alla sede residenziale di Linyi nel 1946.
L'invasione giapponese della Cina prima e poi l'avvento al potere dei comunisti causarono numerose difficoltà al suo episcopato: arrestato nel 1951, subì due anni di prigionia e fu poi espulso dalla Cina.
Rientrato in patria nel 1954, continuò a occuparsi delle comunità cattoliche cinesi in esilio a Taiwan e nelle Filippine.

## Genealogia episcopale
La genealogia episcopale è:
- Cardinale Scipione Rebiba
- Cardinale Giulio Antonio Santori
- Cardinale Girolamo Bernerio, O.P.
- Arcivescovo Galeazzo Sanvitale
- Cardinale Ludovico Ludovisi
- Cardinale Luigi Caetani
- Cardinale Ulderico Carpegna
- Cardinale Paluzzo Paluzzi Altieri degli Albertoni
- Papa Benedetto XIII
- Papa Benedetto XIV
- Papa Clemente XIII
- Cardinale Marcantonio Colonna
- Cardinale Giacinto Sigismondo Gerdil, B.
- Cardinale Giulio Maria della Somaglia
- Cardinale Carlo Odescalchi, S.I.
- Cardinale Costantino Patrizi Naro
- Cardinale Lucido Maria Parocchi
- Cardinale Pietro Respighi
- Cardinale Pietro La Fontaine
- Cardinale Celso Costantini
- Vescovo Georg Weig, S.V.D.
- Vescovo Karl Christian Weber, S.V.D.